# Rein Tölp
Rein Tölp (ur. 11 października 1941 w Tallinnie, zm. 16 kwietnia 2018 tamże) – estoński lekkoatleta, średniodystansowiec. W czasie swojej kariery reprezentował Związek Radziecki.
Wystąpił w biegu na 800 metrów na igrzyskach olimpijskich w 1964 w Tokio, ale odpadł w półfinale. Również na mistrzostwach Europy w 1966 w Budapeszcie odpadł w półfinale tej konkurencji. 
Był mistrzem ZSRR w biegu na 800 metrów w 1968 oraz brązowym medalistą na tym dystansie w 1965. Był wielokrotnym mistrzem Estońskiej SRR: w biegu na 400 metrów w latach 1962–1965 i 1968, w biegu na 800 metrów w latach 1961, 1964, 1965 i 1967–1969 oraz w biegu na 1500 metrów w 1964, 1967 i 1971. Był rekordzistą Estonii w biegu na 800 metrów (1:47,7 w 1964) i w biegu na 1000 metrów (2:20,8 w 1965).